# 렌 레저

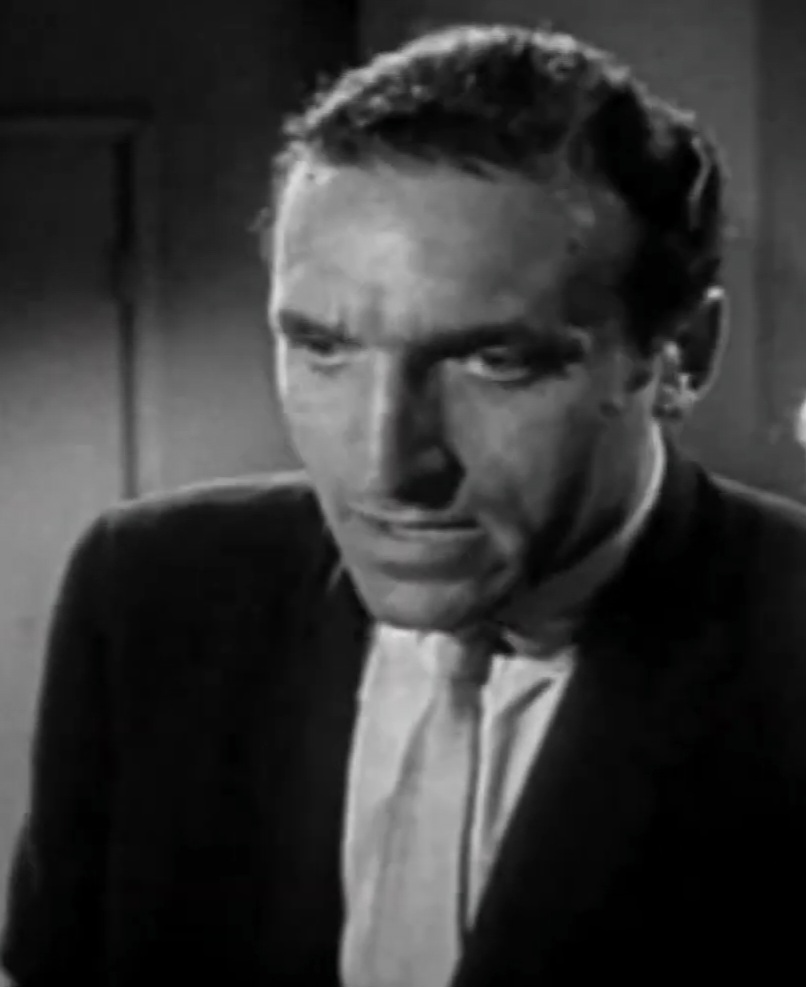

렌 레저(Len Lesser, 1922년 12월 3일 ~ 2011년 2월 16일)는 미국의 텔레비전 배우, 영화배우이다.
브롱크스에서 태어났으며 버뱅크에서 사망하였다. 사인은 폐렴이다.

## 영화
- 바다스 (2003년)
- 늑대인간 환생하다! (1998년)
- 내 사랑 레이몬드 (1996년)
- 레이브 리뷰 (1994년)
- 사인필드 (1990년) - 리오 역
- 댄서 페이드 (1990년)
- 공포의 캠프 화이어 (1990년)
- 몹 보스 (1990년)
- 스파이 (1989년)
- 죽음의 추적자 (1981년)
- 메인 이벤트 (1979년)
- 욕망의 불꽃(영어판) (1978년)
- 수퍼밴 (1977년)
- 암흑가의 전쟁 (1977년)
- 스파이더맨 (1977년)
- 무법자 조시 웰즈 (1976년)
- 트럭 스톱 우먼 (1974년)
- 코작 (1973년)
- 빠삐용 (1973년)
- 켈리의 영웅들 (1970년)
- 겟 스마트 (1965년)
- 하우 투 스터프 어 와일드 비키니 (1965년)
- 스모그 (1962년)
- 버드맨 오브 알카트라즈 (1962년)
- 제발 데이지는 먹지 마세요 (1960년)
- 벨스 아 링잉 (1960년)
- 보난자 (1959년)
- 까라마조프의 형제들 (1958년)
- 열정의 랩소디 (1956년)
- 딜론 보안관 (1955년)